# Lampisang Dayah
Lampisang Dayah is een bestuurslaag in het regentschap Aceh Besar van de provincie Atjeh, Indonesië. Lampisang Dayah telt 518 inwoners (volkstelling 2010).